# Melitaea nigroalternans
Melitaea nigroalternans är en fjärilsart som beskrevs av Ruggero Verity 1919. Melitaea nigroalternans ingår i släktet Melitaea och familjen praktfjärilar. Inga underarter finns listade i Catalogue of Life.